# 2020-as Európa-liga-döntő
A 2020-as Európa-liga-döntő az európai labdarúgó-klubcsapatok második legrangosabb tornájának 11., jogelődjeivel együttvéve a 49. döntője volt. A mérkőzést a kölni RheinEnergieStadion stadionban rendezték 2020. augusztus 21-én, magyar idő szerint 21 órától. A döntőben a spanyol Sevilla és az olasz Internazionale szerepelt. A Covid19-pandémia miatt a mérkőzést zárt kapuk mögött játszották.
A döntőt eredetileg Gdańskban, a Stadion Energa Gdańskban rendezték volna 2020. május 27-én, azonban 2020 márciusában döntöttek arról, hogy a világjárvány miatt a mérkőzést elhalasztják. 2020. június 17-én az Európai Labdarúgó-szövetség Végrehajtó Bizottsága úgy döntött, hogy a nyolcaddöntős párharcoktól kezdve a torna végjátékát és a döntőt Németországban, illetve Kölnben rendezik meg, egymérkőzéses párharcokat lebonyolítva.
A mérkőzés győztese részt vesz a 2020-as UEFA-szuperkupa döntőjében, ahol az ellenfél a 2019–2020-as UEFA-bajnokok ligája győztese lesz. A győztes továbbá a 2020–2021-es UEFA-bajnokok ligája csoportkörében is bejut. Mivelhogy a Sevilla és az Internazionale bajnoki helyezésével már kvalifikálta magát a következő évi Bajnokok Ligájába, az Európa-ligában való indulás jogát a 2019–2020-as francia élvonal ötödik helyezettje, a Rennes örökölte meg.
A mérkőzést a Sevilla nyerte 3–2-re. A Sevilla története hatodik Európa-liga-győzelmét szerezte.

## Út a döntőig
Megjegyzés: az eredmények a döntősök szempontjából értendőek (H: hazai pályán; I: idegenben, S: semleges pályán).
| Hely. | Csapat        | M | P  |
| ----- | ------------- | - | -- |
| 1.    | Sevilla FC    | 6 | 15 |
| 2.    | APÓEL         | 6 | 10 |
| 3.    | Qarabağ       | 6 | 5  |
| 4.    | F91 Dudelange | 6 | 4  |

| Hely. | Csapat            | M | P  |
| ----- | ----------------- | - | -- |
| 1.    | FC Barcelona      | 6 | 14 |
| 2.    | Borussia Dortmund | 6 | 10 |
| 3.    | Internazionale    | 6 | 7  |
| 4.    | Slavia Praha      | 6 | 2  |

## A mérkőzés
| 2020. augusztus 21. 21:00 |

| Sevilla FC                         | 3–2               | Internazionale                 |
| ---------------------------------- | ----------------- | ------------------------------ |
| De Jong 12' 33' Lukaku 74' (öngól) | (2–2) Jegyzőkönyv | Lukaku 5' (11-esből) Godín 36' |

| RheinEnergieStadion, Köln Játékvezető: Danny Makkelie (holland) |

| Sevilla | Internazionale |

| GK              | 13 | Bono              |     |     |
| RB              | 16 | Jesús Navas (csk) |     |     |
| CB              | 12 | Jules Koundé      |     |     |
| CB              | 20 | Diego Carlos      | 4'  | 86' |
| LB              | 23 | Sergio Reguilón   |     |     |
| RM              | 24 | Joan Jordán       |     |     |
| CM              | 25 | Fernando          |     |     |
| LM              | 10 | Éver Banega       | 45' |     |
| RW              | 5  | Lucas Ocampos     |     | 71' |
| CF              | 19 | Luuk de Jong      |     | 85' |
| LW              | 41 | Suso              |     | 77' |
| Cserék:         |    |                   |     |     |
| GK              | 1  | Tomáš Vaclík      |     |     |
| GK              | 31 | Javi Díaz         |     |     |
| DF              | 3  | Sergi Gómez       |     |     |
| DF              | 18 | Sergio Escudero   |     |     |
| DF              | 36 | Genaro Rodríguez  |     |     |
| DF              | 40 | Pablo Pérez       |     |     |
| MF              | 17 | Nemanja Gudelj    |     | 86' |
| MF              | 21 | Óliver Torres     |     |     |
| MF              | 22 | Franco Vázquez    |     | 77' |
| FW              | 11 | Munir             |     | 71' |
| FW              | 28 | José Lara         |     |     |
| FW              | 51 | Júszef el-Neszjrí |     | 85' |
| Vezetőedző:'    |    |                   |     |     |
| Julen Lopetegui |    |                   |     |     |

| GK            | 1             | Samir Handanović (csk) |     |     |
| CB            | 2             | Diego Godín            |     | 90' |
| CB            | 6             | Stefan de Vrij         |     |     |
| CB            | 95            | Alessandro Bastoni     | 55' |     |
| RM            | 23            | Nicolò Barella         | 41' |     |
| CM            | 77            | Marcelo Brozović       |     |     |
| LM            | 5             | Roberto Gagliardini    | 73' | 78' |
| RW            | 33            | Danilo D’Ambrosio      |     | 78' |
| LW            | 15            | Ashley Young           |     |     |
| CF            | 9             | Romelu Lukaku          |     |     |
| CF            | 10            | Lautaro Martínez       |     | 78' |
| Cserék:       |               |                        |     |     |
| GK            | 27            | Daniele Padelli        |     |     |
| DF            | 13            | Andrea Ranocchia       |     |     |
| DF            | 31            | Lorenzo Pirola         |     |     |
| DF            | 34            | Cristiano Biraghi      |     |     |
| DF            | 37            | Milan Škriniar         |     |     |
| MF            | 11            | Victor Moses           |     | 78' |
| MF            | 12            | Stefano Sensi          |     |     |
| MF            | 20            | Borja Valero           |     |     |
| MF            | 24            | Christian Eriksen      |     | 78' |
| MF            | 87            | Antonio Candreva       |     | 90' |
| FW            | 7             | Alexis Sánchez         |     | 78' |
| FW            | 30            | Sebastiano Esposito    |     |     |
| Vezetőedző:   |               |                        |     |     |
| Antonio Conte | Antonio Conte | Antonio Conte          | 18' |     |

| A mérkőzés játékosa: Luuk de Jong (Sevilla) Asszisztensek: Mario Diks (holland) Hessel Steegstra (holland) Negyedik játékvezető: Anasztásziosz Szidirópulosz (görög) Videobíró: Jochem Kamphuis (holland) Videobíró asszisztens: Kevin Blom (holland) Paweł Gil (lengyel) Leshelyzeteket felügyelő asszisztens: Tomasz Sokolnicki (lengyel) | A mérkőzés szabályai: - 90 perc - 30 perc hosszabbítás, ha szükséges - büntetőpárbaj, ha az állás döntetlen - 12 megnevezett cserejátékos - Legfeljebb öt cserelehetőség legfeljebb három alkalommal, a hosszabbítás során még egy cserelehetőség egy alkalommal. Az alkalmakhoz nem számítanak a félidőben, a hosszabbítás előtt és a hosszabbítás szünetében elvégzett cserék. |